# Karabin maszynowy Darne
Karabin maszynowy Darne – francuski karabin maszynowy z okresu międzywojennego, produkcji Établissements Darne z Saint-Étienne. Projektowany z myślą o prostocie i ekonomii produkcji, osiągnął umiarkowany sukces, głównym użytkownikiem było lotnictwo Marine nationale. Działał na zasadzie odprowadzenia gazów prochowych z lufy, ryglowany przez przekoszenie zamka, zasilany z taśmy podawanej lewo- lub prawostronnie, użytkowany jako lekki i lotniczy karabin maszynowy.

## Historia
Podczas I wojny światowej przedsiębiorstwo Établissements Darne z Saint-Étienne produkowało licencyjne karabiny maszynowe Lewisa na potrzeby wojska francuskiego. Regis Darne i jego syn Pierre zbudowali w 1916 roku własny karabin maszynowy, którego pierwsze seryjne wersje ukazały się w 1917 roku; broń okazała się na tyle dobra, że w sierpniu następnego roku fabryka otrzymała polecenie zbudowania maksymalnie dużej liczby karabinów. Choć wkrótce potem nastąpiło zawieszenie broni, rząd francuski zalecił kontynuowanie rozwoju broni. Darne i syn usprawniali więc swój karabin przez następne 15 lat, tworząc wersje lotniczego karabinu maszynowego, oraz lekkiego i ciężkiego dla wojsk lądowych, a także automatyczny karabin przeciwpancerny kal. 11 mm.
Duży wysiłek włożono w standaryzację i uproszczenie konstrukcji, zarówno w celu uefektywnienia produkcji, jak i szkolenia żołnierzy. Jakość materiałów, produkcji i wykończenia były celowo niskie, by broń była jak najtańsza. W całym karabinie nie było elementów kutych, wyłącznie wytłaczane z blachy i toczone. Jednym z uzasadnień było, że nie warto montować kosztownego i starannie wykonanego karabinu na samolocie, którego frontowy „czas życia” i tak był krótki. W swoim czasie był to prawdopodobnie najtańszy karabin maszynowy – w 1931 roku rząd francuski kupił karabiny Darne za 700 franków za sztukę (w przeliczeniu za 28 ówczesnych dolarów amerykańskich). Karabin miał prawdopodobnie potencjał do dalszego rozwoju, ale na przeszkodzie temu stanął brak staranniejszego dopracowania i wykończenia konstrukcji. Prymitywne wykończenie karabinów maszynowych Darne kontrastowało z wyśmienitą jakością (bardzo kosztownej) broni myśliwskiej produkcji Établissements Darne.

## Konstrukcja i działanie
Karabin maszynowy Darne był zespołową bronią samoczynną, działającą na zasadzie odprowadzania gazów prochowych przez boczny otwór w lufie, ryglowaną przez przekoszenie zamka w płaszczyźnie pionowej. Lufa niewymienna, komora gazowa bez możliwości regulacji stopnia poboru gazów z lufy. Po zwolnieniu spustu sprężyna powrotna popychała połączony zespół tłoka gazowego i zamka do przodu. Zamek wprowadzał nabój do lufy i zatrzymywał się, a jego tylna część, popychana przez występ na tłoku gazowym, unosiła się, wchodząc w wycięcie w komorze zamkowej i ryglując broń. Po strzale odprowadzone z lufy gazy prochowe popychały tłok do tyłu, którego odpowiednio wyprofilowana część pchała zamek w dół, dzięki czemu wyślizgiwał się z wycięcia w komorze zamkowej i swobodnie odsuwał się do tyłu, odryglowując broń. Wyciąg zabierał łuskę z komory nabojowej, a pod koniec ruchu zamka w tył, krzywka wyrzutnika wymuszała jego ruch, który wyrzucał łuskę z broni.
Charakterystyczną cechą karabinów Darne było wykorzystanie dwustopniowego systemu podawania amunicji. Donośnik znajdował się przed i poniżej komory nabojowej i napędzany był bezpośrednio przez tłok gazowy podczas jego ruchu wstecz. Wykorzystanie (znaczącej) energii gazów prochowych gwarantowało sprawną ekstrakcję nabojów z taśmy. Wyciągnięty wstecz z taśmy nabój był następnie unoszony przez łapki podajnika, ustawiając nabój pod kątem ok. 45° tak, że pocisk znajdował się nieco powyżej linii lufy. Poruszający się do przodu zamek zabierał nabój, którego pocisk był prowadzony od góry do komory nabojowej przez sprężynowy dosyłacz. Pozytywną stroną tego systemu była dobra ekstrakcja nabojów z taśmy i bardzo krótki ruch zamka, co umożliwiało wysoką szybkostrzelność, nawet do 1700 strz./min. Wadą – duże siły działające na naciskany punktowo nabój, co mogło skutkować zniekształceniem łuski i jej zakleszczeniem.
Broń w wersji lotniczej była wyposażona zarówno w spust ręczny i urządzenie do instalacji synchronizatora, co umożliwiało montowanie karabinu zarówno na stanowiskach ruchomych, jak i strzelających przez tarczę śmigła. Podajniki taśmy i donośniki można było instalować zarówno w wersji lewo- jak i prawostronnej, co ułatwiało montowanie karabinów w parach z dosyłaniem nabojów z przeciwnych stron. Wersje dla piechoty miały kolbę i chwyt pistoletowy, można je było montować na dwójnogu lub trójnogu.
Wczesny model 1918 karabinu Darne zasilany był brytyjską amunicją kal. 7,7 mm, ważył ok. 8,4 kg i miał szybkostrzelność ok. 800 strz./min. Darne model 1929 strzelał standardową francuską amunicją kal. 7,5 mm z szybkostrzelnością rzędu ok. 1100–1200 strz./min, przy tych samych wymiarach i ciężarze.

## Użytkownicy
- Brazylia – 150 sztuk[4]
- Hiszpania – 1200 sztuk[4]
- III Rzesza – zdobyczne francuskie
- Francja – ponad 6000 sztuk[4]
- Litwa – kupione dla lotnictwa w 1934 roku[4]
- Królestwo SHS – 2500 sztuk[4]
- Włochy – 1000 sztuk[4]

W 1934 roku Brytyjczycy testowali km Darne jako następcę karabinu Lewisa dla obserwatorów lotniczych. Karabin przeszedł wstępne próby ale przegrał z Vickersem K. W tym samym roku uczestniczył też w konkursie na karabin skrzydłowy, przegrywając z karabinem Browninga.

## Galeria

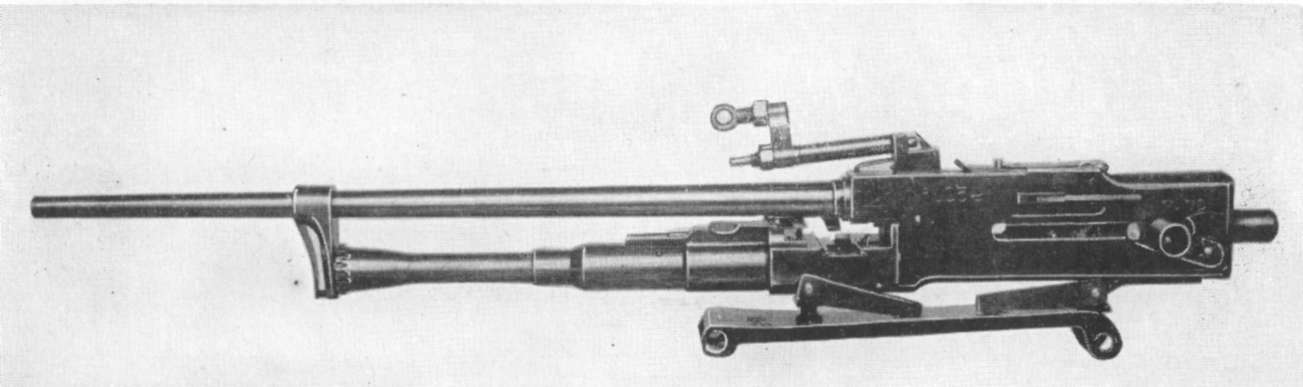
Km Darne, kal. 7,5 mm, w wersji lotniczej do synchronizacji
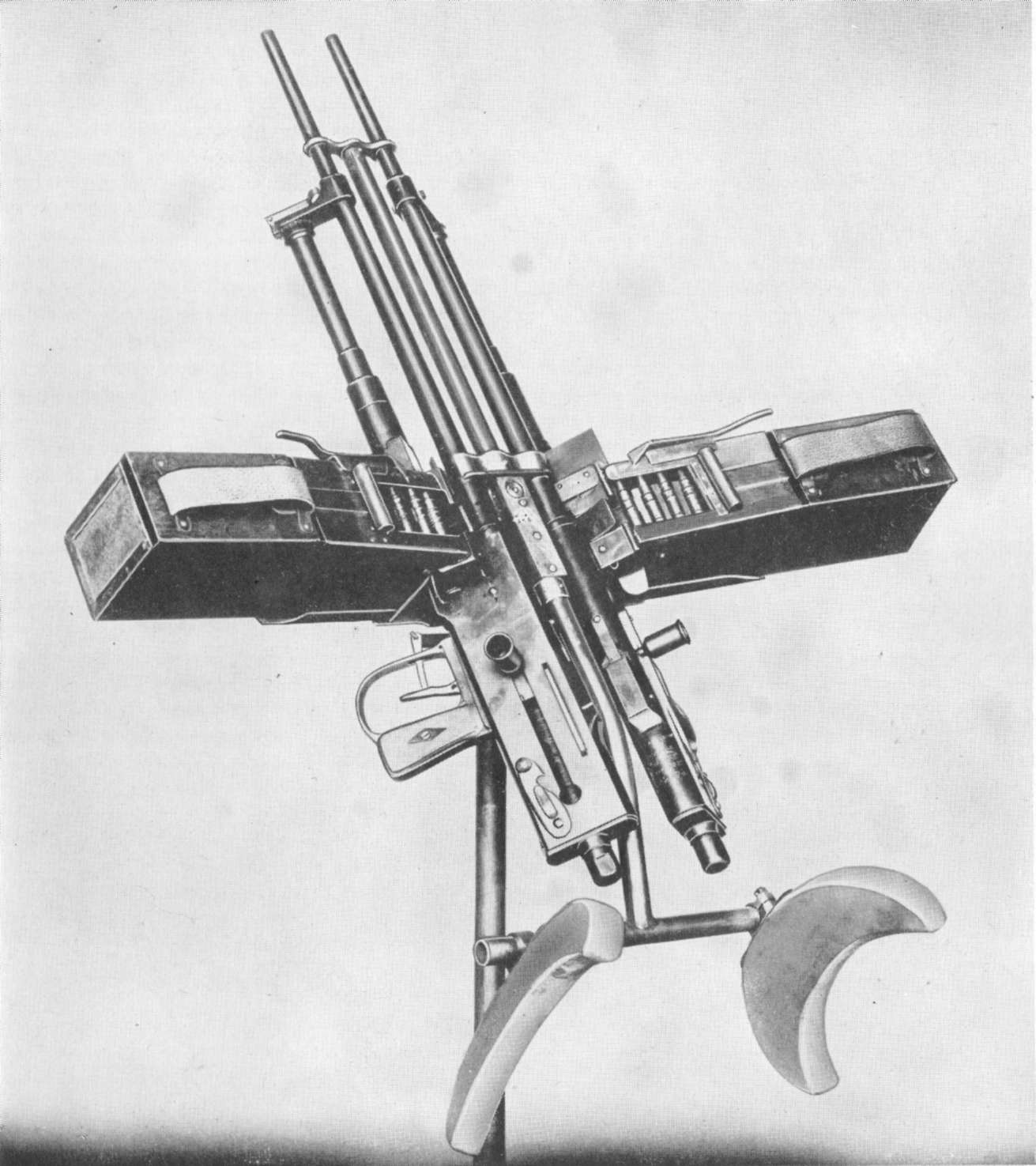
Zdwojone km Darne dla obserwatora
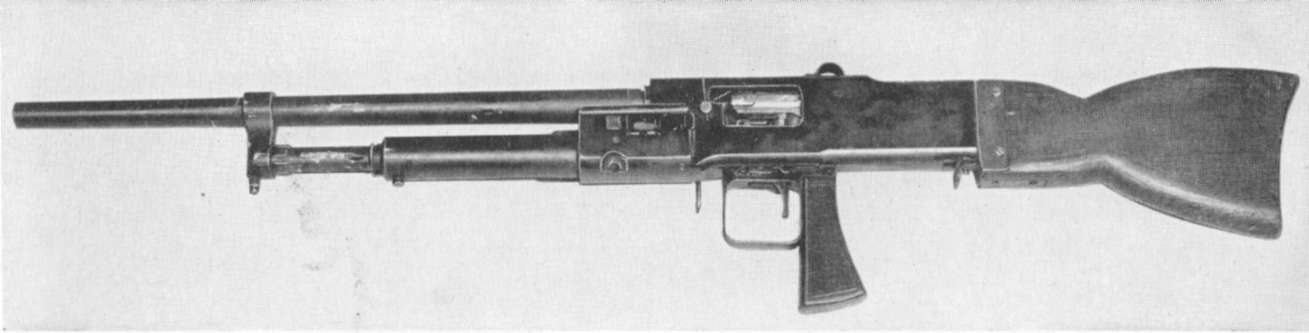
Km Darne wz. 1929, kal. 7,5 mm, dla piechoty
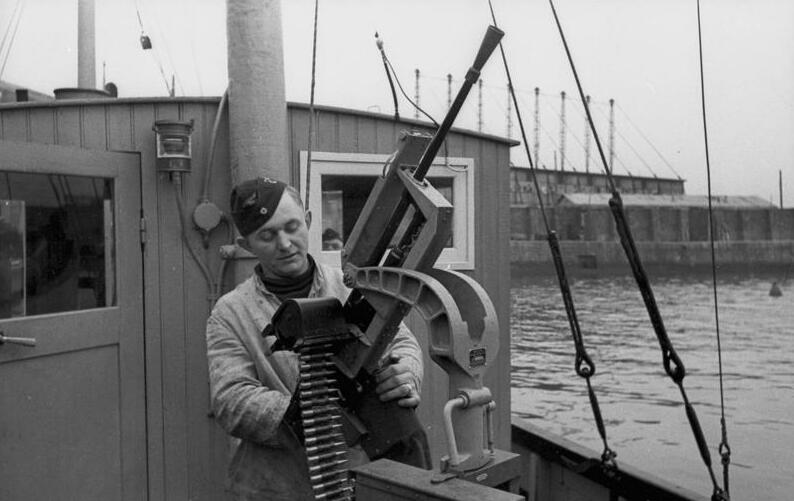
Darne na niemieckiej jednostce pomocniczej